# 북마케도니아의 경제
북마케도니아의 경제는 1991년 유고슬라비아로부터 독립한 이후 보다 자유로워졌고, 베오그라드로부터 많은 양의 이전금을 지불했다. 독립 전까지 북마케도니아는 유고슬라비아에서 가장 가난한 공화국이었다. 1996년까지 인프라 부족, 최대 시장인 유고슬라비아 연방공화국에 대한 유엔의 제재, 그리스의 경제 금수조치가 경제 성장을 방해했다.
근로자 송금과 해외 원조는 이후의 불안정한 회복 기간을 누그러뜨렸다. 2001년을 제외하고 매년 GDP가 증가하여 2000년에는 5%씩 증가하였다. 그러나 코소보 전쟁으로 인한 심각한 지역 경제 혼란으로 1999년의 성장은 좌절되었다.
2000년의 성공적인 민영화는 그 나라의 보유고를 7억 달러 이상으로 증가시켰다. 또한, 지도부는 경제 개혁, 자유무역, 지역 통합에 대한 지속적인 헌신을 보여주었다. 경제는 기본적인 식량, 석탄, 수력 발전 수요를 충족시킬 수 있지만 석유, 천연 가스, 현대 기계와 부품의 대부분은 외부 자원에 의존한다. 인플레이션은 2000년 유가 상승의 영향이 컸지만 2004년 유럽 연합(EU) 안정화 및 결사협정이 발효되면서 환율이 정상화되면서 안정세를 보였다.
북마케도니아는 유럽에서 가장 높은 성장률을 보이는 국가 중 하나이며, 정치 위기 중에도 루마니아와 폴란드와 견줄 만하다.

## 경제적 활기

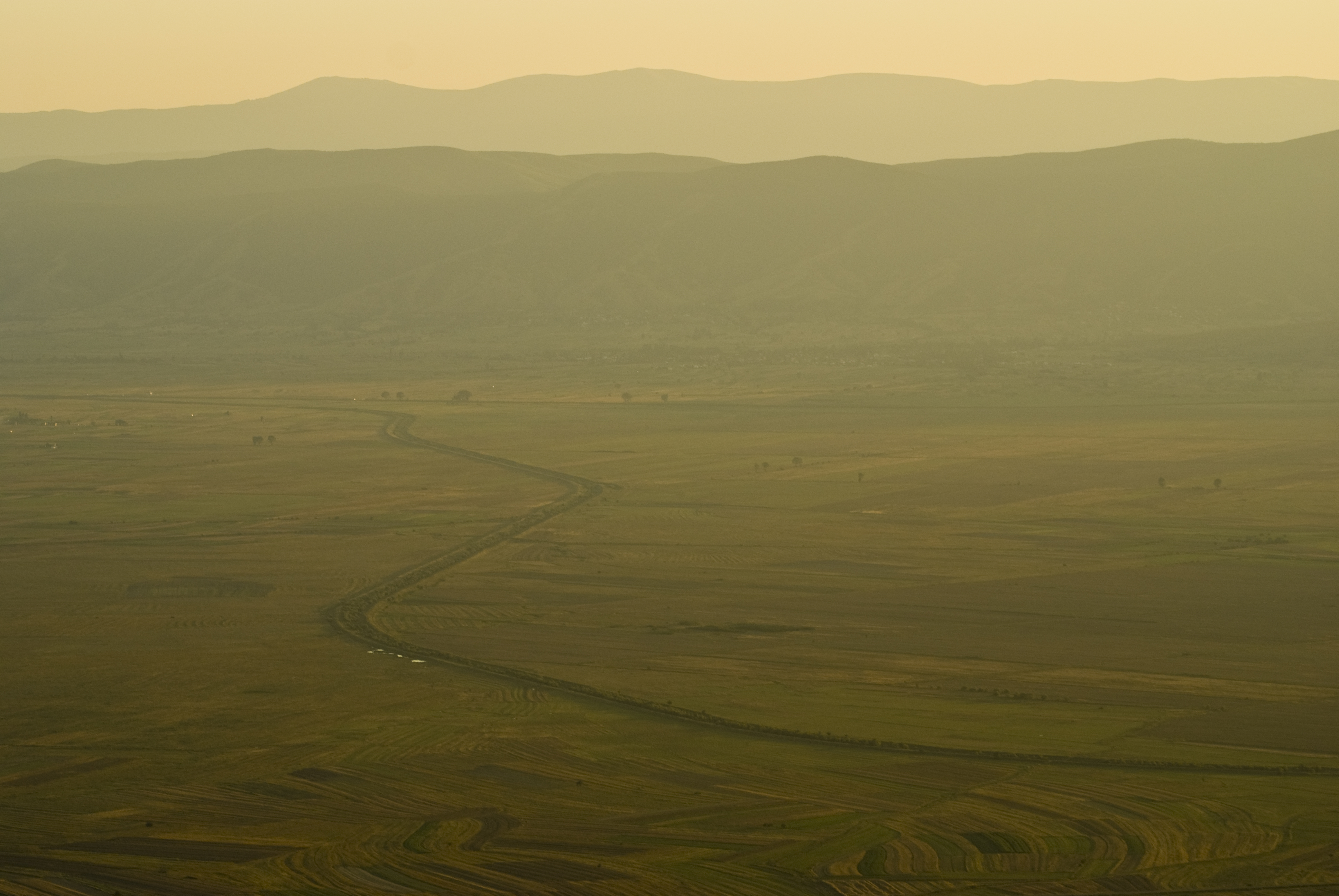
북마케도니아의 곡창 지대인 펠라고니아

북마케도니아는 강력한 은행 및 무역 유대관계로 인해 유럽의 경제 발전에 취약하며 지속적인 경제 성장을 위해 지역 통합과 EU 가입에 의존하고 있다. 1991년 9월 독립한 북마케도니아는 유고슬라비아 공화국 중 가장 개발이 덜 된 공화국으로, 연방정부의 상품과 서비스 총생산량의 5%에 불과했다. 유고슬라비아 사회주의 연방공화국의 붕괴로 중앙 정부로부터의 이전 지불이 중단되었고, 사실상의 자유 무역 지역에 포함될 수 있는 이점이 사라졌다. 1996년까지 사회 기반 시설의 부재, 축소된 유고슬라비아에 대한 유엔 제재, 국가의 헌법적 명칭과 국기에 대한 논쟁으로 그리스의 경제 금수 조치가 경제 성장을 방해했다. 이후 북마케도니아는 낮은 물가상승률로 거시경제 안정을 유지해왔지만, 광범위한 재정·사업 부문 개혁을 했음에도 지금까지 외국인 투자 유치와 일자리 창출에서 이 지역에 뒤쳐졌다. 공식 실업률은 24.6%(2015년, 4분기)로 여전히 높지만, 공식 통계에 잡히지 않는 광범위한 회색 시장의 존재를 근거로 과장될 수 있다. 북마케도니아는 글로벌 경기 침체의 여파로 외국인 직접투자 감소, 신용가능성 저하, 대규모 무역적자 등을 경험했다. 그러나 보수적인 재정 정책과 건전한 금융 시스템의 결과로 2010년에 국가 신용등급은 BB+로 약간 개선되었고 2011년에도 그 수준을 유지했다. 거시 경제 안정은 신중한 통화 정책에 의해 유지되어 왔으며, 이는 유로에 대한 국내 통화를 고정시키고 있다. 그 결과 2010년과 2011년 GDP 성장은 완만했지만 긍정적인 모습을 보였고 인플레이션은 통제되었다. 북마케도니아 통계청의 최근 자료에 따르면 2012년 생산량은 2011년에 비해 6.6% 감소했다.
2020년 현재 유럽 연합과의 자유 무역 협정, 스위스, 노르웨이, 아이슬란드, 리히텐슈타인과 자유 무역 협정, 터키, 우크라이나와의 양자협정을 체결했다.

### 경제자유구역
2000년 이후 국내외 투자자들의 관심을 끌기 위해 정부는 경제자유구역(FEZ) 정책을 추진해 왔는데, 이 정책은 지리적으로 이질적인 12개 이상의 FEZ가 싹을 틔웠다. 한 가지 혜택은 10년 동안의 세금 감면이다. 2019년까지 5년간 사회공헌률은 약 30%를 맴돌았다.

### 에너지
2019년 9월 "북마케도니아의 총 발전용량 1.41GW 중 열발전소가 842MW를 차지하며, 수력전기와 풍력이 각각 553.6MW와 36.8MW를 차지한다"고 밝혔다. 국내에는 경제적으로 석탄을 채굴할 수 있는 20개의 장소가 있으며, 총 지질 매장량은 25억 톤으로 추정된다. 수력 발전소에는 펠라고니아, 키체보, 마리오보, 티크베스의 4개 저수지가 있다. 처음 두 개는 에너지를 생산하는 반면, 뒤의 두 개는 추측성 에너지를 생산한다.

### 광업 및 야금
북마케도니아는 적어도 로마 시대부터 광산의 본거지였다. 금, 은, 납, 구리, 철, 니켈, 아연, 석고, 황은 경제적으로 이용되어 왔거나 현재 이용되고 있다. 대리석은 고대 그리스 시대부터 시베크에서 채석되었다.

### 무역
북마케도니아는 유럽 연합(EU)과 북대서양 조약 기구(NATO) 가입을 추진 중이다. 2003년 4월 세계무역기구(WTO)의 정식 회원국이 되었다. 1997년 EU와의 협력 협정에 따라 2001년 4월 북마케도니아는 EU와 안정화 및 협회 협정을 체결하여 북마케도니아가 유럽 시장에 면세점을 받을 수 있게 되었다. 2005년 12월 EU 가입 후보국 지위를 획득하면서 한 단계 더 나아갔다. 북마케도니아는 1994년 이후 대외 무역적자가 발생해 2008년 국내총생산(GDP)의 30.2%인 28억 7,300만달러에 달했고, 2010년 총무역(상품·서비스 수출+수입)은 87억 5,200만달러, 2011년 8월까지 GDP의 23.4%인 21억 4,900만달러에 달했다. 무역 적자는 17억 7,800만 달러였다. 북마케도니아의 전체 무역의 56.5%는 유럽 연합 국가들과의 무역이었다. 북마케도니아의 주요 교역국은 독일, 그리스, 세르비아, 불가리아, 러시아, 이탈리아이다. 2010년 북마케도니아와 미국 사이의 교역 총액은 1억 1,660만 달러였으며, 2011년 첫 8개월 동안에는 6,500만 달러였다. 주로 가금류를 포함한 미국산 육류와 전기 기계 및 장비는 북마케도니아의 수입업자들에게 특히 매력적이었다. 북마케도니아의 대미 수출품은 담배, 의류, 철, 철강이다.
북마케도니아는 우크라이나, 터키, 유럽 자유 무역 연합(EFTA, 노르웨이, 아이슬란드, 리히텐슈타인)과 양자간 자유 무역 협정을 맺고 있다. 알바니아, 보스니아 헤르체고비나, 크로아티아, 세르비아, 몬테네그로, 코소보, 몰도바와의 양자 협정은 중앙유럽 자유 무역 협정(CEFTA)의 회원국으로 대체되었다. 북마케도니아는 알바니아, 오스트리아, 보스니아 헤르체고비나, 불가리아, 벨라루스, 벨기에, 룩셈부르크, 독일, 이집트, 이란, 이탈리아, 인도, 스페인, 세르비아, 몬테네그로, 중화인민공화국, 대한민국, 말레이시아, 폴란드, 루마니아, 러시아, 슬로베니아, 터키, 우크라이나, 헝가리, 핀란드, 프랑스, 네덜란드, 크로아티아, 체코, 스위스, 스웨덴과도 "외국인 직접투자 촉진 및 보호 협정"을 체결했다.

## 거시경제학
2011년 상반기 실질 GDP는 5.2% 증가했다. 건설업 23.6%, 광업, 채석업, 제조업 13.2%, 도소매업 12.4%, 운송 및 통신서비스업 4.2% 등의 성장세가 주효했다. 2011년 1분기 산업 생산량은 2010년 같은 기간보다 7.5% 증가했다. 낮은 공공 및 대외 부채와 편안한 수준의 외환 보유고는 중앙은행의 기준금리가 4%로 하락하면서 통화 정책의 추가적인 완화를 가능하게 했다. 국제 시장의 에너지, 연료, 식품 가격 상승으로 인해 인플레이션은 2011년 상반기에 증가했지만, 이후 9월 말에 연율 3.4%로 감소했다. 공식 실업률은 2015년 4분기에 24.6%로 떨어졌지만 여전히 유럽에서 가장 높은 실업률 중 하나이다. 많은 사람들이 회색 경제에서 일하고 있으며, 많은 전문가들은 북마케도니아의 실제 실업률이 더 낮다고 추정한다.
정부 예산은 일반적으로 예측 범위 내에서 유지되어 왔다. 2011년 8월 말 재정적자는 GDP의 약 2%에 달했고, 재정 당국은 이를 연말까지 GDP의 2.5%로 예상하는 목표 이하로 유지하겠다는 의지를 보였다. 여기에 2억 2,000만 유로(약 1조 7,000억 원)가 더해졌다. 지난 3월 IMF 예방신용한도(PCL)에서 인출한 2억9800만달러(약 2억 9,800억원)의 자금조달은 대부분 국내 차입에서 비롯됐다. 그러나 연말까지 5천만~6천만 유로(약 6천만 유로)의 자금난을 겪었다. 정부는 세계은행의 정책적 보증에 따라 국제 자본시장에서 6,700만 달러에서 8,100만 달러까지 지원할 계획이다. 중앙정부의 공공부채는 GDP의 26%로 낮은 수준을 유지했지만, 예년에 비해 점진적으로 증가했다. 중앙은행은 중앙은행어음금리를 인하했음에도 불구하고 2009년 이후 은행의 유동성 지표나 준비금 요구량을 변경하지 않아 2011년 1분기 신용 성장을 7.5%로 억제하고 있다. 니콜라 그루에프스키는 정부가 경제의 전반적인 유동성을 개선하기 위해 2013년 2월까지 민간 부문에 대한 모든 부채를 갚을 것이라고 말한다. 북마케도니아의 대외무역은 2010년 주요 교역국들, 특히 EU 회원국들의 경제위기에서 회복이 더뎌 어려움을 겪었다. 2011년 8월까지의 수출 증가율은 41.7%로 수입 증가율(36.8%)을 앞섰다. 무역적자가 국내총생산(GDP)의 18.3%로 확대돼 연말 목표치인 21.9%에 근접했고, 동시에 경상수지 적자가 크게 개선돼 연말 전망치가 국내총생산(GDP)의 5.5%로 상향 조정됐다. 이는 주로 여름 동안 4.4%의 유동성 유입이 증가했기 때문이며, 2011년 7월 말까지 외국인 직접투자(FDI)가 2억3720만 달러에 불과함에도 불구하고 이루어졌다. 외화보유액은 약 26억 달러로 수입 4개월분, 국가 단기 부채의 약 110%를 여유 있게 충당할 수 있는 수준이다.
2010년 10월, 세계은행 이사회는 2011년~2014년 기간 동안 북마케도니아와 새로운 국가 파트너십 전략(CPS)을 승인했다. 이 CPS는 경쟁력 향상, 고용 가능성 및 사회적 보호 강화, 지속 가능한 에너지 사용 증가를 위해 첫 2년간 약 1억 달러의 자금을 국가에 지원할 예정이다. 또한 이 지원에는 2011년 11월부터 시작된 국제 자본 시장에서의 자금 조달에 대한 세계은행의 접근을 용이하게 하기 위해 정부에 대한 정책 기반 보증 형태의 직접 예산 지원도 포함된다.
2011년 1월, 북마케도니아는 IMF의 예방신용한도에 처음으로 가입 가능한 국가가 되었다. 이 프로그램은 북마케도니아에 2년간 4억7500만 유로(약 6억7500만 달러) 상당의 신용대출을 제공하며 외부 충격으로 필요할 경우에만 접근할 수 있도록 했다. 신용한도는 2010년 10월과 12월에 IMF와 광범위한 협의를 거쳐 승인되었다. IMF는 PCL에서 추가적인 탈퇴는 없을 것으로 예상하고 있다.
보수 성향의 미국 싱크탱크 헤리티지 재단과 월스트리트 저널이 2012년 1월 발표한 2012년 경제자유지수에 따르면 북마케도니아는 이 지역에서 경제적 자유가 가장 좋다.